# Édesgyökér
Az édesgyökér (Glycyrrhiza) a hüvelyesek (Fabales) rendjébe, ezen belül a pillangósvirágúak (Fabaceae) családjába tartozó nemzetség.

## Rendszerezés
A nemzetségbe az alábbi 36 faj tartozik:
- Glycyrrhiza acanthocarpa (Lindl.) J.M.Black
- Glycyrrhiza alalensis X.Y.Li
- Glycyrrhiza alaschanica Grankina
- Glycyrrhiza aspera Pall.
- Glycyrrhiza astragalina Gillies ex Hook. & Arn.
- Glycyrrhiza asymmetrica Hub.-Mor.
- Glycyrrhiza bucharica Regel
- keserű édesgyökér (Glycyrrhiza echinata) L. - típusfaj
- Glycyrrhiza eglandulosa X.Y.Li
- Glycyrrhiza flavescens Boiss.
- Glycyrrhiza foetida Desf.
- Glycyrrhiza foetidissima Tausch
- igazi édesgyökér (Glycyrrhiza glabra) L.
- Glycyrrhiza gobica Grankina
- Glycyrrhiza grandiflora Tausch
- Glycyrrhiza hispida Pall.
- Glycyrrhiza inflata Batalin
- Glycyrrhiza krasnoborovii Grankina
- Glycyrrhiza laxiflora X.Y.Li & D.C.Feng
- Glycyrrhiza laxissima Vassilcz.
- Glycyrrhiza lepidota Pursh
- Glycyrrhiza macrophylla X.Y.Li
- Glycyrrhiza michajloviana Grankina & E.V.Kuzmin
- Glycyrrhiza nadezhinae Grankina
- Glycyrrhiza orientalis Grankina & Letjaeva
- Glycyrrhiza pallidiflora Maxim.
- Glycyrrhiza purpureiflora X.Y.Li
- Glycyrrhiza sergievskiana Grankina & Aralbaev
- Glycyrrhiza shiheziensis X.Y.Li
- Glycyrrhiza soongorica Grankina
- Glycyrrhiza squamulosa Franch.
- Glycyrrhiza subechinata Boza
- Glycyrrhiza uralensis Fisch. ex DC.
- Glycyrrhiza viscida Grankina
- Glycyrrhiza yunnanensis S.H.Cheng & L.K.Tai ex P.C.Li
- Glycyrrhiza zaissanica Serg.

## Élettani hatása
Az édesgyökér hatóanyaga (glicirrhizin) gátolja a vesében az aldoszteron célsejtekben a kortizol inaktivációját (11β-HSD II). Így a sejtek tévesen nagyobb aldoszteronszintet érzékelnek. A hiperaldoszteronizmus magas vérnyomást okoz. 2020-ban az Egyesült Államokban egy 54 éves férfi belehalt az édesgyökér-kivonatot tartalmazó medvecukor túlzott fogyasztásába, napi másfél csomaggal evett meg kedvenc édességéből és leállt a szíve.